# Alex Heffes
Alex Heffes (Beaconsfield, 3 settembre 1971) è un compositore inglese di colonne sonore cinematografiche.

## Filmografia

### Cinema
- The White Room, regia di Rachel Tillotson – cortometraggio (1995)
- All the King's Horses, regia di Sean Rogg – cortometraggio (1996)
- The Hole, regia di Stephen Galvin – cortometraggio (1996)
- Desserts, regia di Jeff Stark – cortometraggio (1999)
- The Fishmonger's Daughter, regia di Caroline Sax – cortometraggio (1999)
- Un giorno a settembre (One Day in September), regia di Kevin Macdonald (1999)
- Running Time, regia di S.A. Halewood (2000)
- A Brief History of Errol Morris, regia di Kevin Macdonald - documentario (2000)
- Late Night Shopping, regia di Saul Metzstein (2001)
- Un'insolita missione (The Parole Officer), regia di John Duigan (2001)
- Crust, regia di Mark Locke (2003)

- La morte sospesa (Touching the Void), regia di Kevin Macdonald (2003)
- Trauma, regia di Marc Evans (2004)
- Dear Frankie, regia di Shona Auerbach (2004)
- Out of Reach, regia di Po-Chih Leong (2004)
- Vet hard, regia di Tim Oliehoek (2005)
- Imagine Me & You, regia di Ol Parker (2005)
- The Bridge - Il ponte dei suicidi (The Bridge), regia di Eric Steel (2006)
- L'ultimo re di Scozia (The Last King of Scotland), regia di Kevin Macdonald (2006)
- Il nemico del mio nemico - Cia, nazisti e guerra fredda (My Enemy's Enemy), regia di Kevin Macdonald (2007)
- State of Play, regia di Kevin Macdonald (2009)
- Jasim, regia di Peter Webber – cortometraggio (2009)
- Inside Job, regia di Charles Ferguson (2010)
- The First Grader, regia di Justin Chadwick (2010)
- Il rito (The Rite), regia di Mikael Håfström (2011)
- Cappuccetto rosso sangue (Red Riding Hood), regia di Catherine Hardwicke (2011)
- The Engagement, regia di John Duigan (2011)
- Emperor, regia di Peter Webber (2012)
- Love and Honor, regia di Danny Mooney (2013)
- Escape Plan - Fuga dall'inferno (Escape Plan), regia di Mikael Håfström (2013)
- Mandela - La lunga strada verso la libertà (Long Walk to Freedom), regia di Justin Chadwick (2013)
- La nostra vacanza in Scozia (What We Did on Our Holiday), regia di Andy Hamilton e Gay Jenkin (2014)
- Palio, regia di Cosima Spender - documentario (2015)
- Ten Billion, regia di Peter Webber - documentario (2015)
- The Program, regia di Stephen Frears (2015)
- La scala celeste: L'arte di Cai Guo-Qiang (Sky Ladder: The Art of Cai Guo-Qiang), regia di Kevin Macdonald - documentario (2016)
- Bastille Day - Il colpo del secolo (Bastille Day), regia di James Watkins (2016)
- Queen of Katwe, regia di Mira Nair (2016)
- Earth - Un giorno straordinario (Earth: One Amazing Day), regia di Richard Dale, Lixin Fan e Peter Webber - documentario (2017)
- Pickpockets: Maestros del robo, regia di Peter Webber (2018)
- La madre degli elefanti (Mark Deeble), regia di Victoria Stone e Mark Deeble (2018)
- Miss Bala - Sola contro tutti (Miss Bala), regia di Catherine Hardwicke (2019)
- Le cose che non ti ho detto (Hope Gap), regia di William Nicholson (2019)
- The Big Ugly, regia di Scott Wiper (2020)
- The 24th, regia di Kevin Willmott (2020)
- Ronnie's, regia di Oliver Murray - documentario (2020)
- The Arctic: Our Last Great Wilderness, regia di Myles Connolly e Florian Schulz - documentario (2021)
- Intrusion, regia di Adam Salky (2021)
- Mafia Mamma, regia di Catherine Hardwicke (2023)

### Televisione
- Killer Net, regia di Geoffrey Sax – miniserie TV (1998)
- Little White Lies, regia di Philip Saville – film TV (1998)
- Big Cat, regia di Richard Spence – film TV (1998)
- Humphrey Jennings: The Man Who Listened to Britain, regia di Kevin Macdonald – film TV (2000)
- Mind Games, regia di Richard Standeven – film TV (2001)
- Stan the Man – serie TV (2002)
- Shiny Shiny Bright New Hole in My Heart, regia di Marc Munden – film TV (2006)
- Tsunami (Tsunami: The Aftermath), regia di Bharat Nalluri – miniserie TV(2006)
- Stolen, regia di Justin Chadwick – film TV (2011)
- Secret State, regia di Ed Fraiman – miniserie TV (2012)
- 22.11.63 (11.22.63), regia di Kevin Macdonald – miniserie TV (2016)
- Radici (Roots) – miniserie TV (2016)
- Black Mirror – serie TV, episodio 3x03 (2016)
- Shelter, regia di Charles McDougall – film TV (2017)
- Next of Kin – miniserie TV (2018)
- Cagney and Lacey, regia di Rosemary Rodriguez – film TV (2018)
- Il ragazzo giusto (A Suitable Boy), regia di Mira Nair e Shimit Amin – miniserie TV (2020)
- The Regime - Il palazzo del potere (The Regime), regia di Stephen Frears e Jessica Hobbs – miniserie TV, 3 puntate (2024)
- Shardlake, regia di Justin Chadwick – miniserie TV (2024)